# 台湾のカトリック

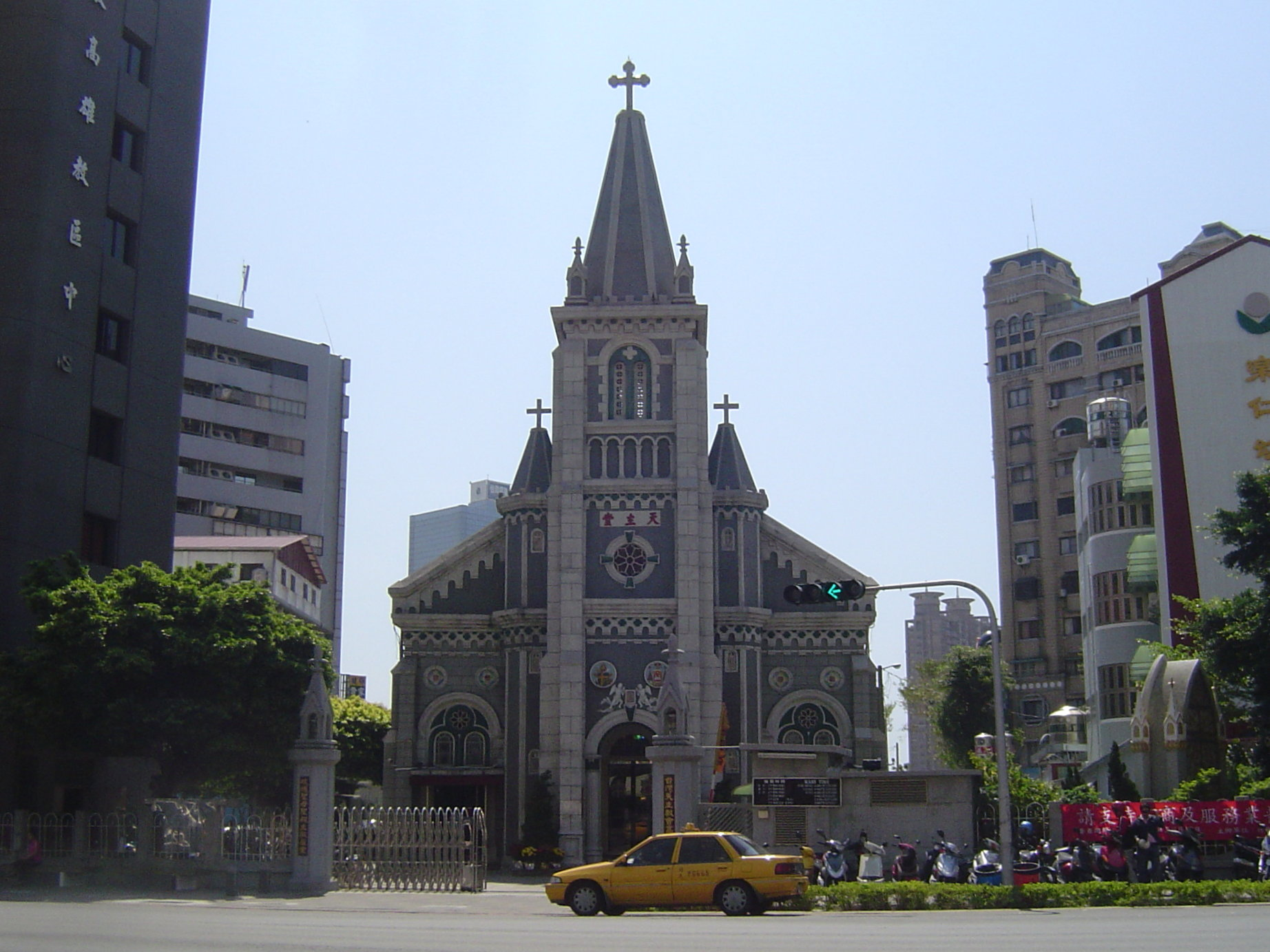
玫瑰聖母司教座堂

台湾のカトリック教会は、台湾（中華民国）における世界的なローマ・カトリック教会の一部であり、ローマ教皇の精神的指導やローマ教皇庁の元に置かれている。

## 概要
1514年、台湾はポルトガルのフンシャル教区の管轄下として正式にローマ・カトリックの版図に編入されたが、それ以前も組織化された宣教活動が存在していた。1576年に設立されたマカオ教区により、初めて台湾と中国大陸の大部分がカバーされた。16世紀から19世紀にかけて教区の分割再編により、台湾の所属は年代順に南京教区（1660年）から福建代理区（1696年）を経てアモイ代理区（1883年）に変更された。
1913年に、フォルモサ（すなわち台湾）使徒座知牧区（羅: Praefectura Apostolica de Formosa）が設立され、アモイ代牧区から分離された。1949年に台北教区が設立されるとともに、台湾知牧区は高雄教区と改称された。教区の分割再編を経て、現在、台湾のカトリック教区は大司教区1、司教区6および使徒座管理区1で構成されている（詳細は後述）。
現在、台湾でのカトリック教会の最高指導者は、2007年11月に任命された台北大司教ヨハネ洪山川である。
1.5％から2%の台湾国民がカトリック教会に所属している。
1951年9月に中国へと派遣されていた教皇公使が香港へ追い出された。1952年以来、教皇公使は台湾（中華民国）に駐在している。同様に中華民国の対使徒座大使は、中国と使徒座との間の唯一永続する外交関係を提供して来た。台湾と断交せよという中華人民共和国の要求が受け入れられなかったので、北京へ教皇大使を移動させようとする試みは失敗した。
カトリック教会は台湾で、輔仁大学を運営している。
戦前、カトリック教会は台湾南部を本拠地とし、1860年代にフィリピンから来たスペインのドミニコ会の司祭たちが中心となっていたが、その存在感は非常に小さいものであった。第二次大戦末期から戦後にかけて、中国大陸における共産主義勢力による迫害により、大量の宗教共同体が台湾に逃れてきた。結果的にカトリック教会の信徒構成は北京官話を話す戦後の大陸出身移民（外省人）比率が過度に高くなり、明清時代からの大陸出身移民（本省人）や台湾原住民は非主流派となった。さらには、国民党に対して大陸出身の司教たちが当初支持を公表したことや、島内での民主化闘争にカトリック教会が関与しなかったことなどが、台湾における発展の阻害要因となったことは否めない。
シャーマニズムの実践と結び付いているという点も、台湾でのカトリシズムの一つの特徴として興味深い。これらのシャーマニズムは中国語で巫術と呼ばれ、インカルチュレーション（諸民族の慣習・民族性に対する寛容）の一環とされる。それらは台湾原住民の伝統的宗教の必要不可欠な部分であり、彼らは国民党支配の開始後にキリスト教に改宗し、大半は長老派あるいはカトリック信徒となった。
2009年に、台湾でのカトリック教会は宣教150周年を迎えた。

## 沿革

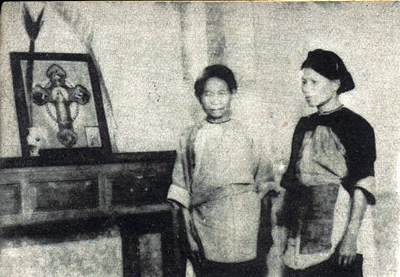
カトリックを信仰する平埔族の家庭（日本統治時代・屏東）

- 1913年 – 7月19日、教皇庁はフォルモサ使徒座知牧区、すなわち台湾知牧区を新設、その管轄区域を日本統治下の台湾（台湾および澎湖諸島）とした。
- 1949年 - 12月31日 台湾知牧区から現在の台北市、新北市、基隆市、桃園県、新竹県、新竹市、苗栗県、宜蘭県および花蓮県を分離し、台北知牧区を新設。残りの地区は旧台湾知牧区から改称した高雄知牧区が管轄。
- 1950年 - 8月10日[1]、高雄知牧区から現在の台中市、彰化県および南投県を分離、台中知牧区を新設。
- 1952年 - 8月7日 教皇庁は台湾において教階制（ヒエラルキー）を実施し、中国の第21番目の教会管区となる。台北知牧区が台湾の全教区を統括する台北大司教区へと昇格。また高雄知牧区から現在の雲林県、嘉義県、嘉義市、台南市および澎湖県を分離し、嘉義知牧区を新設。また旧台北知牧区より花蓮県、および高雄知牧区より台東県を分離、これを併せて花蓮知牧区を新設。
- 1961年 - 3月21日、台北教区から桃園県、新竹市、新竹県および苗栗県を分離し、新竹教区を新設。また嘉義知牧区より現在の台南市、澎湖県を分離し、台南教区を新設。また高雄知牧区が高雄教区に昇格。
- 1962年 - 4月16日、台中知牧区が台中教区へ、また嘉義知牧区が嘉義教区にそれぞれ昇格。
- 1963年 - 7月15日、花蓮知牧区が花蓮教区に昇格。
- 1968年 - 9月25日、台湾統治下の福建省金門県および連江県に金門・馬祖使徒座管理区を新設。
- 1970年 - 2月24日、台南教区から澎湖県を分離、澎湖使徒座管理区を新設。
- 1991年 - 澎湖使徒座管理区を台南教区に統合[2]。

## 台湾のカトリック教区

台湾のカトリック教区分布図

カトリック台北大司教区（台北市、新北市、基隆市、宜蘭県）
- 教区長: ヨハネ洪山川大司教（神言会） 2007年着座
- 大司教座: 聖母無原罪司教座堂

カトリック新竹教区（桃園県、新竹市、新竹県、苗栗県）
- 教区長: ヨハネ李克勉司教 2006年着座
- 司教座: 聖母聖心司教座堂

カトリック台中教区（台中市、彰化県、南投県）
- 教区長: マルティヌス蘇耀文司教 2007年着座
- 司教座: 救世主イエス司教座堂

カトリック嘉義教区（雲林県、嘉義県、嘉義市）
- 教区長: トマス鍾安住司教  2008年着座
- 司教座: 聖ヨハネ司教座堂

カトリック台南教区（台南市、澎湖県）
- 教区長: ボスコ林吉男司教 2004年着座
- 司教座: 中華聖母司教座堂

カトリック高雄教区（高雄市、屏東県）
- 教区長: ペトロ劉振忠大司教 2004年着座
- 司教座: 玫瑰（まいかい）聖母聖殿司教座堂

カトリック花蓮教区（花蓮県、台東県）
- 教区長: フィリポ黃兆明司教 2007年着座
- 司教座: 扶助者聖母司教座堂

カトリック金門・馬祖使徒座管理区（金門県、連江県）
- 管理者: ヨハネ洪山川大司教（神言会） 2007年就任

1. 台湾地区各司教の洗礼名は英語による綴りのみ公表されているが、本記事のカナ表記は主として新共同訳聖書における人名に準じた。
2. いずれの司教座聖堂名も公式の日本語訳ではなく、本記事のために便宜的に付したものであることに留意いただきたい。